# Eberhard Stammel
Eberhard Stammel (* 19. September 1833 in Düren; † Januar 1906 in Düsseldorf) war ein deutscher Maler der Düsseldorfer Schule.

## Leben
Seine Eltern waren der Kleinhändler Franz Stammel und Theresia Johanna, geborene Brauweiler. Eberhard Stammel studierte von 1847 bis 1852 an der Düsseldorfer Kunstakademie, wo er sich, hauptsächlich unter Karl Ferdinand Sohn, zuerst als Historien- und dann als Porträtmaler ausbildete. Er unternahm zahlreiche Studienreisen durch Deutschland, in die Niederlande und nach Paris. Bis zu seinem Tod im Jahr 1906 blieb Stammel in Düsseldorf ansässig. Zuletzt wohnte er dort im Haus Jägerhofstraße 4. Stammel war Mitglied im Künstlerverein Malkasten.

## Werk

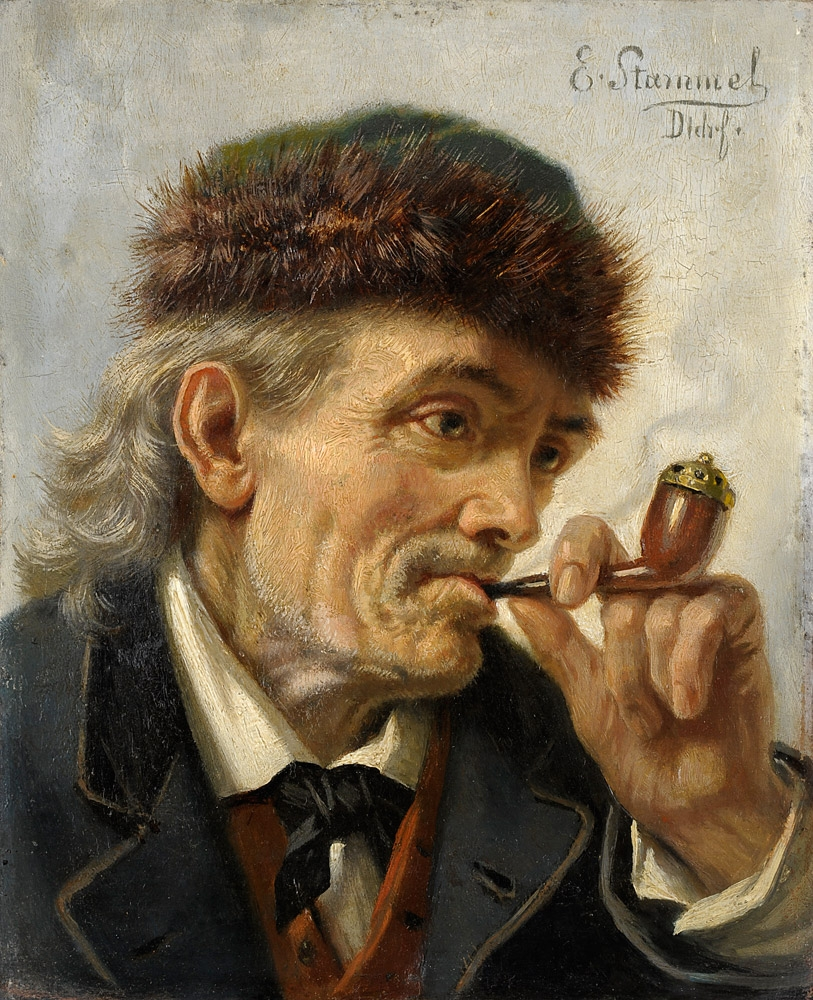
Charakterkopf, vor 1906

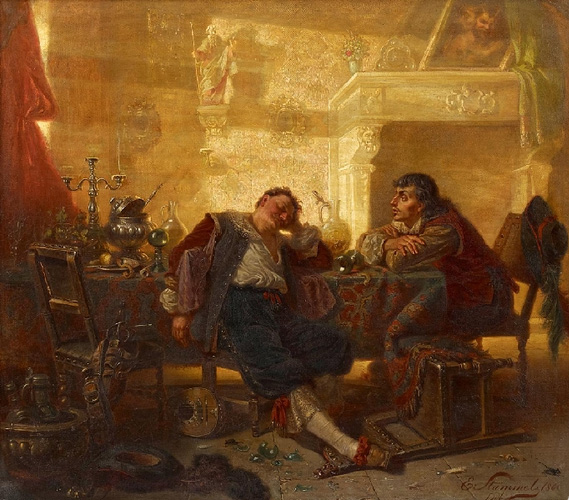
Die Morgensonne, 1860

Stammels Werk besteht vorwiegend aus Genrebildern, in denen er das Leben der mittelständischen Gesellschaft, der Bürger und Handwerker schilderte. Seine Werke wurden regelmäßig in Berlin, Düsseldorf und München ausgestellt, häufig in Kunstvereinen bei Verlosungen angekauft und als Reproduktionen (Holzstich) in zahlreichen Illustrierten abgebildet. König Wilhelm von Preußen erwarb 1865 beim Besuch des Wallraf-Richartz-Museums in Köln das Bild Der Bücherwurm und 1866 auf der Berliner Kunstausstellung das Gemälde Der Morgen nach dem Gelage. Ein Großteil seiner Gemälde gelangte über den amerikanischen Kunsthandel in die USA.

## Werke (Auswahl)
- Jude und Landsknecht, 1854
- Der Morgen nach dem Gelage (Die Morgensonne), 1860[5]
- Der zufriedene Maler, 1862
- Der alte Geiger, 1863
- Postillon d’amour, 1864
- Ein guter Tropfen, 1864
- Landsknecht im Weinkeller, 1864
- Der Silberschmied, 1875
- Biertrinker, 1876
- Invalide von 1813, 1885
- Zechender Jäger
- Porträt Peter Gustav Lejeune Dirichlet, Leopold-Hoesch-Museum, Düren